# Тривожний місяць вересень
«Триво́жний мі́сяць ве́ресень» — український радянський художній фільм режисера Леоніда Осики, за мотивами повісті Віктора Смирнова. Прем'єра фільму відбулася 24 січня 1977 року.

## Сюжет
Події фільму розгортаються у вересні 1944 року, в поліському селі Глухарі. У звільнене від фашистів рідне село після важкого поранення повертається фронтовий розвідник Іван Капелюх. Призначений керівником винищувального загону, він починає боротьбу з бандою колишнього поліцая Горєлова.

## Акторський склад
- Віктор Фокін — Іван Миколайович Капелюх, головний яструбок Глухарів, 20 років йому
- Борислав Брондуков — Попеленко, підлеглий Капелюха
- Антоніна Лефтій — Антоніна Семеренкова, молодша донька гончара Семеренкова
- Олексій Ян — Сагайдачний, відлюдний інтелігент
- Федір Панасенко — Семеренків, гончар
- Ірина Буніна — Варвара Деревянко, повія
- Володимир Олексієнко — Глумський, голова колгоспу в Глухарях
- Іван Миколайчук — Гнат, юродивий
- Стефанія Станюта — Серафіма, баба-повитуха, баба по матері Капелюха
- Іван Гаврилюк — Валерка, моряк
- Федір Одиноков — Климар, зв'язковий банди
- Дмитро Миргородський — Горелов, отаман банди, в титрах є в епізодах без зазначення кого грає
- Сергій Іванов — Амбросимов, районний комсомольський ватажок, в титрах в епізодах без зазначення кого грає
- Костянтин Губенко — епізод
- Леонід Осика
- Петро Ковальчук — син Попеленка
- Лев Колесник — епізод
- Ю. Левченко — епізод

## Знімальна група
- Режисер-постановник: Леонід Осика
- Сценаристи: Віктор Смирнов, Леонід Осика
- Оператор-постановник: Сурен Шахбазян
- Художник-постановник: Віталій Шавель
- Композитор: Володимир Губа
- Звукорежисер: Анатолій Чернооченко
- Монтаж: Марфа Пономаренко
- Редактор: Володимир Чорний
- Оператор: Геннадій Енгстрем
- Режисер: Л. Колесник
- Костюми: Катерина Гаккебуш, Н. Коваленко
- Грим: Л. Голдабенко
- Директор картини: Тетяна Кульчицька

## Нагороди
- 1976 — ВКФ (Всесоюзний кінофестиваль): Премія за опрацювання військово-патріотичної теми на кінофестивалі у місті Фрунзе.
- Приз «Золотий Лачено» на кінофестивалі дитячих та юнацьких фільмів в Авелліно.